# Parametrische toets
Een parametrische toets is een statistische toets waarbij aangenomen wordt dat de onderliggende verdeling op een of meer parameters na bekend is. De nulhypothese die getoetst wordt, veronderstelt bepaalde waarden voor een of meer van deze parameters. 
Wanneer de aanname van de onderliggende verdeling de juiste is, biedt een parametrische toets meestal een hoger onderscheidingsvermogen dan een verdelingsvrije toets. Is deze veronderstelling echter onjuist, dan wordt een systematische fout gemaakt. Het hangt van de context af of een parametrische keuze verantwoord is.
Voorbeelden van parametrische toetsen zijn:
- t-toets voor één steekproef, waarbij verondersteld wordt dat deze steekproef uit een normale verdeling met onbekende verwachting en variantie afkomstig is, en de hypothese getoetst wordt dat de verwachting een bepaalde waarde heeft;
- F-toets, waarmee van twee steekproeven uit normale verdelingen met onbekende parameters, de beide varianties vergeleken worden.
- Ook de Z-toets is een parametrische toets, maar in de praktijk kan deze zelden worden toegepast omdat de standaardafwijking in de populatie meestal niet bekend is.